# Elecciones generales de Perú de 1929
Las elecciones generales de Perú de 1929 se realizaron los días 4 y 5 de agosto de 1929 para elegir al Presidente de la República y a los representantes al Congreso Constituyente para el periodo 1929-1934.

## Descripción
Las elecciones son descritas como fraude, pues el único candidato presidencial fue el presidente Augusto Leguía quién se presentaba nuevamente a una reelección.  Leguía salió victorioso pero dejaría el poder el próximo año por el golpe de Estado de 1930 del militar Luis Sánchez Cerro a las sombras de la Gran Depresión.
Ah pesar del golpe, Sánchez Cerro cedió el poder a Mariano Holguín, luego este a Ricardo Elías Arias, luego este a Gustavo Jiménez y éste posteriormente a David Samanez Ocampo, quién convocó a las elecciones generales de 1931.